# Judith et Holopherne (Klimt)
Pour les articles homonymes, voir Judith et Holopherne.
Judith et Holopherne, (aussi connu sous le nom de Judith I et en allemand : Judith und Holofernes) est une peinture à l'huile du peintre autrichien Gustav Klimt, réalisée en 1901. Elle représente la figure biblique de Judith tenant la tête d'Holopherne après l'avoir décapité. La décapitation et ses conséquences ont été couramment représentées dans l'art depuis la Renaissance, et Klimt lui-même a peint une deuxième œuvre sur le sujet en 1909.

## Historique
Gustav Klimt peint Judith et Holopherne en 1901. 
Le tableau est conservé à l'Österreichische Galerie Belvedere de Vienne, en Autriche.
En 1909, Klimt peint un autre tableau représentant cette scène biblique intitulé Judith II et conservé à Venise à la Cà Pesaro ; celui-ci est également connu sous le titre de Salomé.

## Contexte
Lorsque Klimt aborde le thème biblique de Judith, à savoir l'héroïne qui séduisit puis décapita le général Holopherne afin de sauver sa ville natale de Béthulie de la destruction par l'armée assyrienne, le cours historique de l'art a déjà codifié son interprétation principale et sa représentation. Il existe de nombreuses peintures décrivant l'épisode de manière héroïque, exprimant surtout le courage et la nature vertueuse de Judith. Judith y apparaît comme l'instrument du salut de Dieu, mais la violence de son action ne peut être niée et est montrée de façon dramatique dans le tableau du Caravage, ainsi que dans ceux de Gentileschi et Bigot. D'autres représentations ont dépeint le moment suivant, lorsqu'une Judith hébétée tient la tête coupée d'Holopherne, comme Moreau et Allori l'anticipent dans leurs tableaux mythologiques suggestifs.

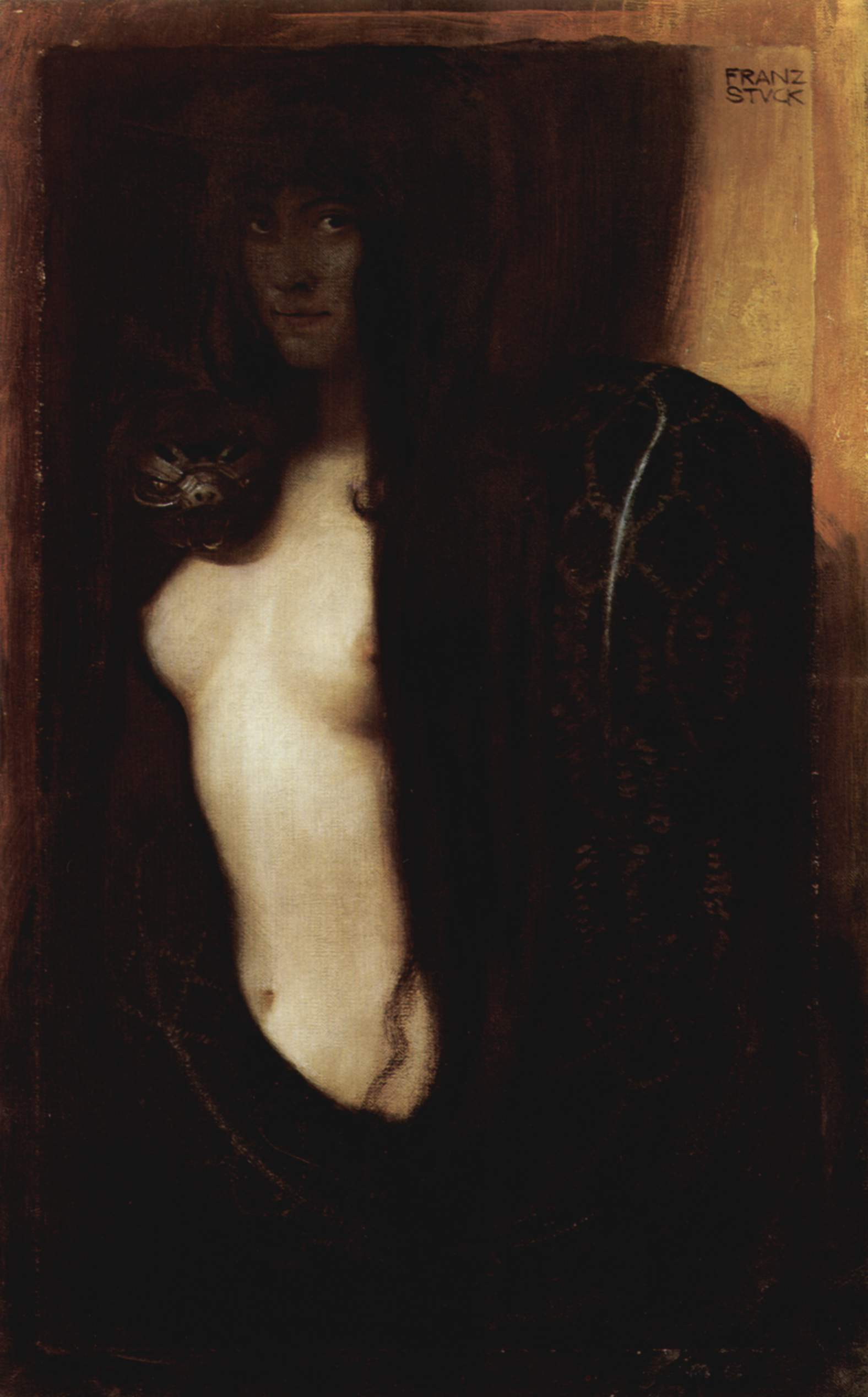
Le Péché de Franz von Stuck.

Klimt ignore délibérément toute référence narrative et concentre son rendu pictural uniquement sur Judith, au point de couper en partie la tête d'Holopherne en bas à droite ; il n'y a aucune trace d'une épée ensanglantée, comme si l'héroïne avait utilisé une autre arme, une omission qui légitime l'association avec Salomé. Le moment qui précède la mise à mort - la séduction du général de Nabuchodonosor - semble coïncider avec la partie conclusive de l'histoire.
Judith I partage des éléments de sa composition et de son symbolisme avec Le Péché de Franz Stuck : la tentation illustrée par le peintre allemand devient le modèle de la femme fatale de Klimt en suggérant la posture du corps déshabillé et évanescent comme pièce centrale de la toile, ainsi que l'ensemble du visage. La force de Judith provient du gros plan et de la solidité de la posture, rendue par la projection orthogonale des lignes : à la verticalité du corps (et à celle d'Holopherne) correspondent les parallèles horizontales dans la marge inférieure : celles du bras, des épaules réunies par le collier, et enfin de la base des cheveux.

## Analyse
Le visage de Judith dégage une charge mixte de volupté et de perversion. Ses traits sont transfigurés afin d'obtenir le plus haut degré d'intensité et de séduction, ce que Klimt réussit en plaçant la femme sur un plan inaccessible. Malgré l'altération des traits, on peut reconnaître l'amie (et peut-être l'amante) de Klimt, la mondaine viennoise Adele Bloch-Bauer, sujet de deux autres portraits réalisés respectivement en 1907 et 1912 ; elle est également représentée dans la Pallas Athena. La tête légèrement relevée dégage une certaine fierté, tandis que son visage est langoureux et sensuel, avec des lèvres entrouvertes entre défi et séduction. Franz A. J. Szabo la décrit comme un « [symbole du] triomphe du principe érotique féminin sur le principe agressif masculin ». Son regard mi-clos, qui s'apparente également à une expression de plaisir, affronte directement le spectateur. En 1903, l'auteur et critique Felix Salten décrit l'expression de Judith comme étant celle « d'un feu sulfureux dans son regard sombre, d'une cruauté dans les lignes de sa bouche, et des narines tremblantes de passion. Des forces mystérieuses semblent sommeiller dans cette femme séduisante ». Bien que Judith ait été typiquement interprétée comme la veuve pieuse accomplissant simplement un devoir supérieur, dans Judith I, elle est un paradigme de la femme fatale que Klimt a dépeinte à plusieurs reprises dans son œuvre. Le contraste entre les cheveux noirs et la luminosité dorée de l'arrière-plan renforce l'élégance et l'exaltation. La coiffure à la mode est soulignée par les motifs stylisés des arbres en éventail sur les côtés. Son vêtement ébouriffé, vert foncé et semi-transparent, qui laisse entrevoir son torse presque nu, fait allusion au fait que Judith a séduit le général Holopherne avant de le décapiter.

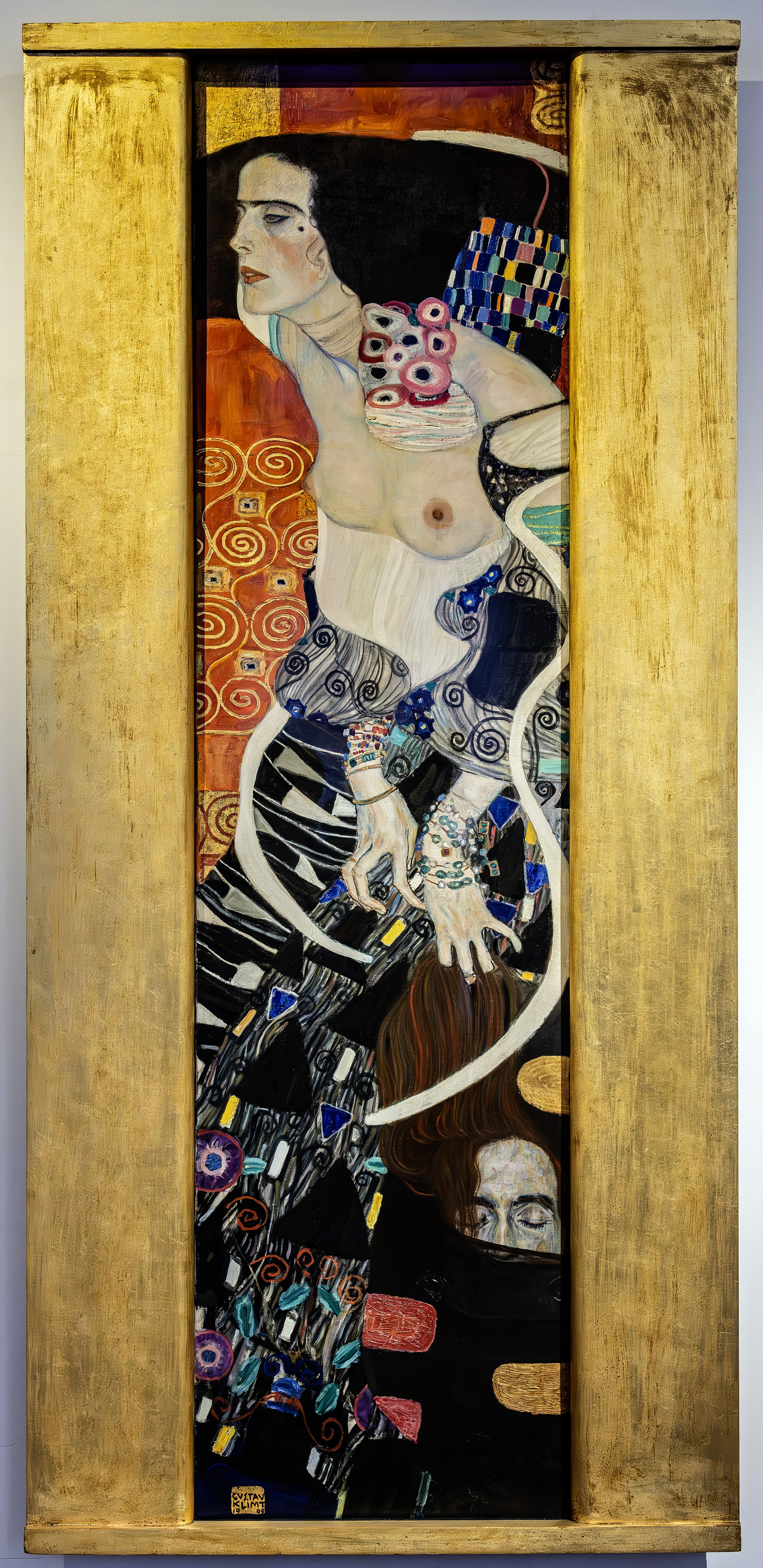
Judith II ou Salomé, conservé à Venise.

Dans la version de 1901, Judith conserve une fascination et une sensualité magnétiques, abandonnées ensuite par Klimt dans sa Judith II, où elle acquiert des traits plus nets et une expression féroce. Dans ses qualités formelles, la première version illustre une héroïne ayant les caractéristiques archétypales des dames envoûtantes et charmantes décrites par les artistes et écrivains symbolistes tels que Oscar Wilde, Viktor Vasnetsov, Gustave Moreau et d'autres. Elle se délecte de son pouvoir et de sa sexualité, à tel point que les critiques ont confondu la Judith de Klimt avec Salomé, le personnage-titre de la tragédie d'Oscar Wilde en 1891. Pour souligner et réaffirmer que la femme était bien Judith et non Salomé, il a demandé à son frère, Georg, de fabriquer pour lui le cadre métallique sur lequel était gravé « Judith et Holopherne »[réf. nécessaire].

## Version d'Ostrava

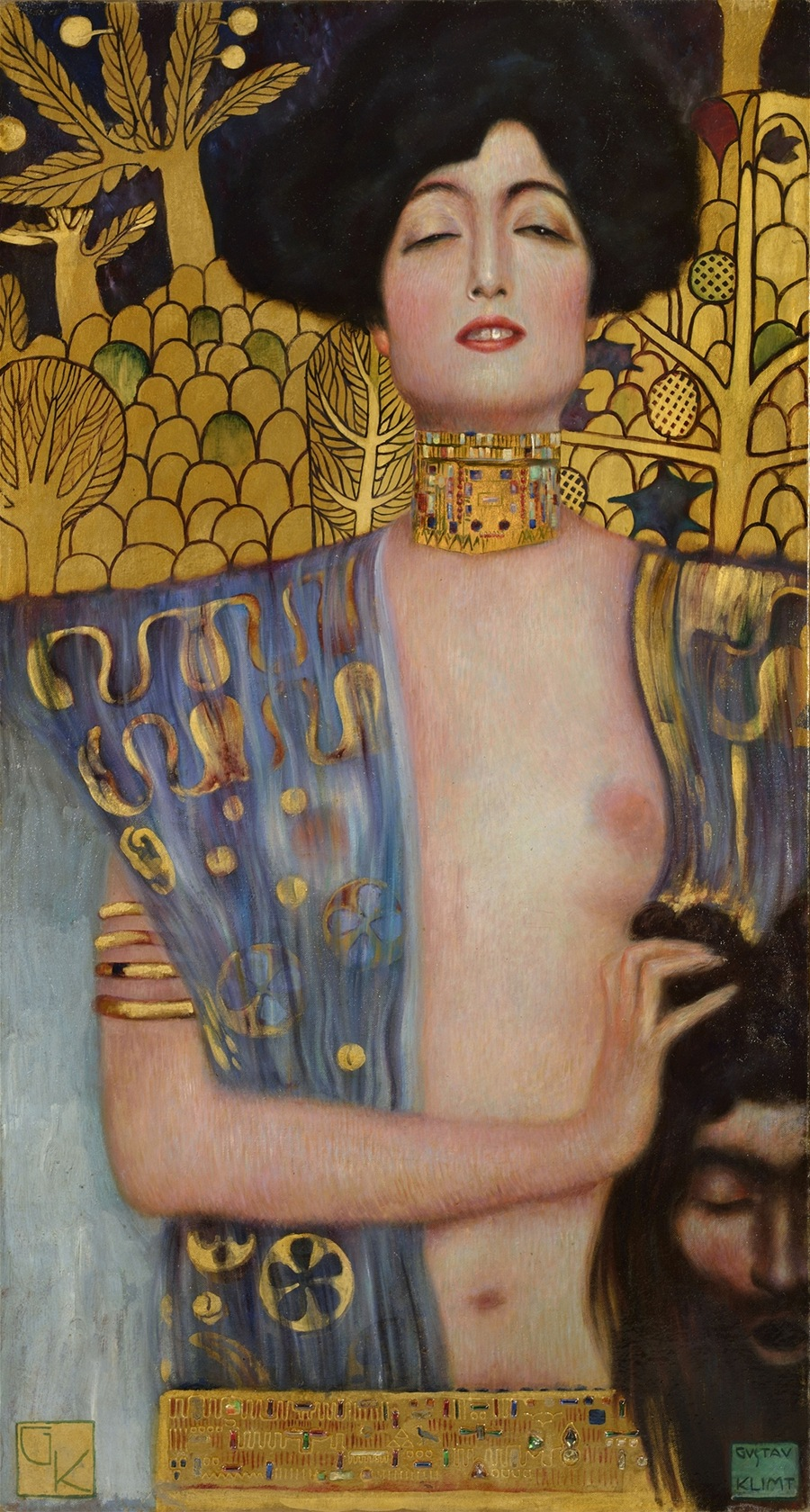
Tableau représentant Judith et Holopherne, attribué à Gustave Klimt.

La Galerie des beaux-arts (cs) d'Ostrava en Tchéquie conserve également un tableau intitulé Judith, signé Gustav Klimt, qui aurait été exécuté entre 1904 et 1905.
Son authenticité est contestée dans le milieu des historiens d'art, au grand dam des conservateurs et commissaires d'expositions tchèques. En effet, l'historien d'art autrichien Tobias G. Natter (en), spécialiste de la sécession viennoise et auteur de Gustav Klimt, tout l'oeuvre peint a volontairement exclu cette version du tableau de son ouvrage.
On constate effectivement que ce tableau est signé deux fois, une fois "GK" à gauche et une seconde fois "GUSTAV KLIMT" à droite, contrairement à la version viennoise et à la version vénitienne qui ne sont signées "GUSTAV KLIMT" qu'une fois. De plus, la lettre S est bien plus grande que les autres lettres, ce qui tendrait à prouver que la signature, et par conséquent le tableau lui-même, est l'oeuvre d'un copiste maladroit.
A contrario, le conservateur de la galerie tchèque, Jiří Jůza, défend l'authenticité de l'œuvre et son exécution par Klimt. Selon lui, elle fut acquise par le musée d'Ostrava dans les années 1950 et possède plusieurs indices au verso, découverts à la suite des différentes controverses soulevées. En effet, figurent un tampon ainsi qu'une note de l'historien d'art allemand et directeur de la Nationalgalerie de Berlin de 1909 à 1933, Ludwig Justi. Cette note mentionne les précédents propriétaires du tableau.